# Silla n.º 14

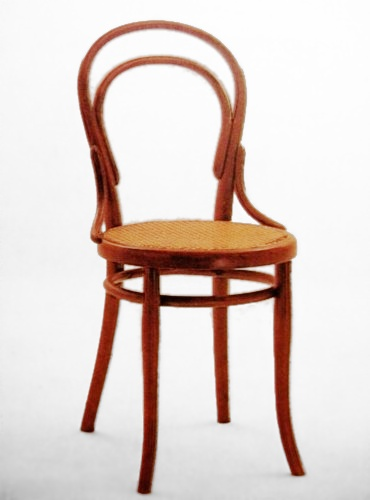
La silla número 14 es el fruto de la amplia experimentación con alabeado de madera realizado a finales de la década de 1854.

La número 14 es la silla más famosa realizada por la compañía Thonet. También conocida con el nombre de bistro, silla Thonet (en honor a su creador), o la silla de las sillas, fue diseñada por él mismo Michael Thonet en 1859, quien llegó a ella buscando alternativas a los muebles macizos, resaltando la finura y comodidad. Estas se fabricaban usando una única tecnología de doblado al vapor que requiere años de perfeccionamiento. 
El por qué de que este mueble también sea conocido como silla n.º 14 viene a partir del primer catálogo de muebles en el que el objeto apareció. Por supuesto el número que le correspondía a la silla Thonet era el 14. Su precio asequible y diseño simple la convirtió en uno de los modelos de sillas más vendidos de la historia. Se vendieron unos 50 millones de unidades entre 1860 y 1930 y varios millones más se han vendido desde entonces hasta hoy.
La número 14 está hecha de seis piezas de madera curvada al vapor, cuatro puntillas, dos tornillos y dos tuercas. Las partes de madera fueron hechas con listones de madera de haya calentados a 100 °C, prensadas en moldes de hierro fundido y dejándolas secar a una temperatura de alrededor de 70 °C durante 20 horas. Las sillas pueden ser producidas en masa por trabajadores no cualificados y desensamblada para ahorrar espacio durante el transporte, una idea similar a los paquetes planos del mobiliario de Ikea.

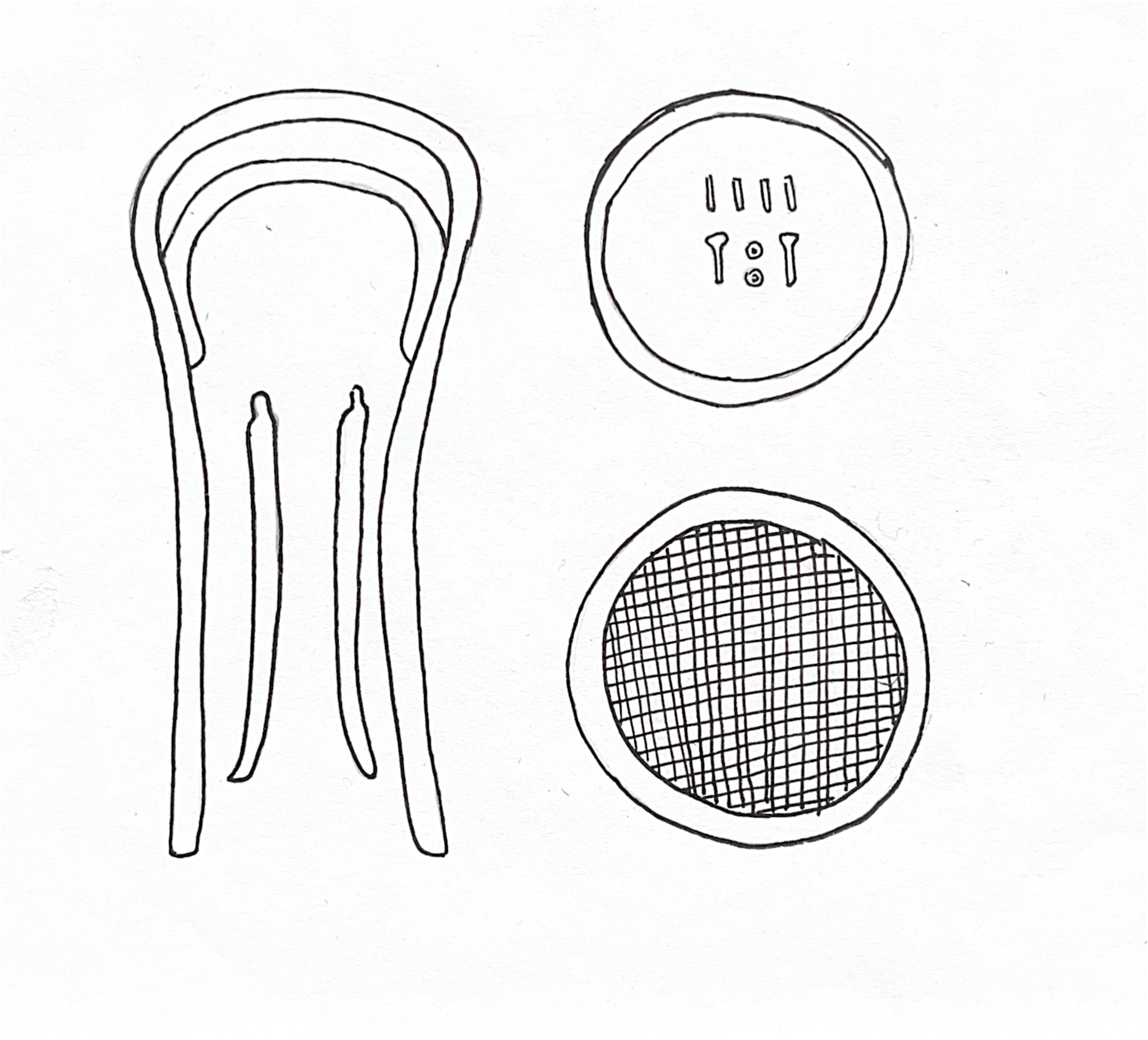
Esquema de los componentes de la silla Thonet N°14

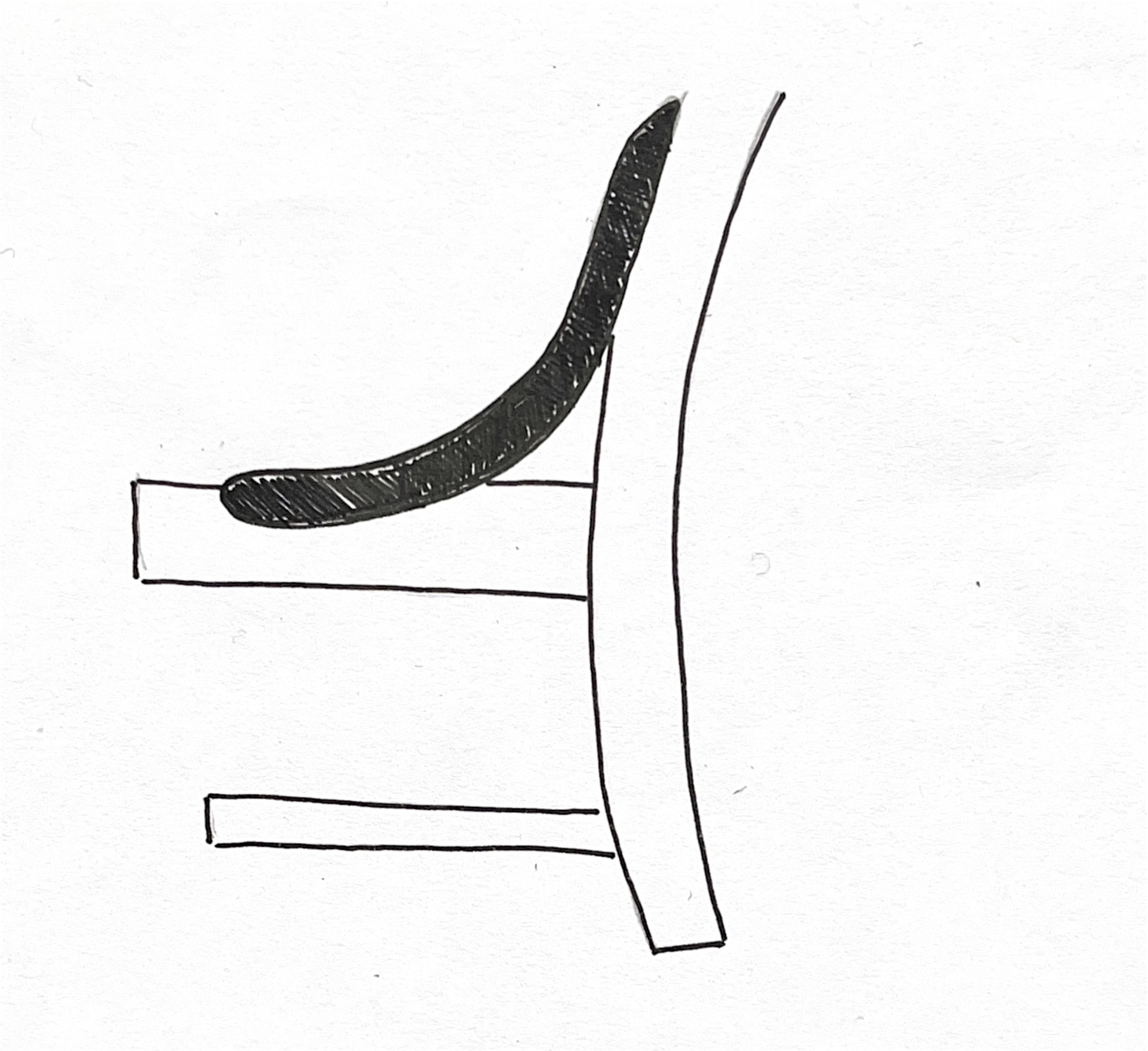
Esquema del refuerzo de la silla N°14

Esta silla número 14 es ampliamente considerada como un clásico del diseño. Este diseño obtuvo una medalla de oro cuando fue mostrada en Exposición Mundial de París de 1867. Ha sido elogiada por muchos diseñadores y arquitectos, incluyendo a Le Corbusier.

## La silla N°14 de Thonet y la N° 30 de Kohn
Si bien las sillas N°14 de Thonet significaron un gran cambio de mentalidad en la producción de mobiliario, dejando atrás los adornos de los estilos como el Barroco, llegando a ser sencillas, de rápido ensamblaje, económicas en cuanto a fabricación y materia prima, de fácil distribución, tuvieron problemas en cuanto a resistencia.
Al ser sillas vendidas principalmente a cafés o sitios públicos, estaban en uso constantemente y a partir de esto se pudo reconocer que la estructura se debilitaba en la zona de unión de las patas traseras (principalmente si el usuario se balanceaba sobre estas) y el asiento. Frente a este conflicto, en 1875, Thonet comenzó a ofrecerles a sus clientes unos refuerzos que consistían en unos arcos laterales que unían el respaldo con el asiento, sumando así dos piezas más a la silla. La estética de la silla cambia pero mejorando su solidez.
Más tarde, en 1877 la casa Jacob & Josef Kohn (quienes ya habían copiado los modelos clásicos de Thonet) patentaron la idea de sustituir los refuerzos laterales por una pieza curvada continua de madera, una técnica conocida como "principio Kohn" (quadruple unión directa entre respaldo y asiento), consiguiendo así la competencia de la silla 14 de Thonet, la silla N°30 del catálogo de Kohn.

Si bien ambas sillas eran muy similares, la versión de Kohn lograba una mayor elegancia, solidez y claridad conceptual, esta no pudo competir con el estatus con el que ya contaba la 14 de Thonet y la empresa desapareció en Europa en los años más tarde.

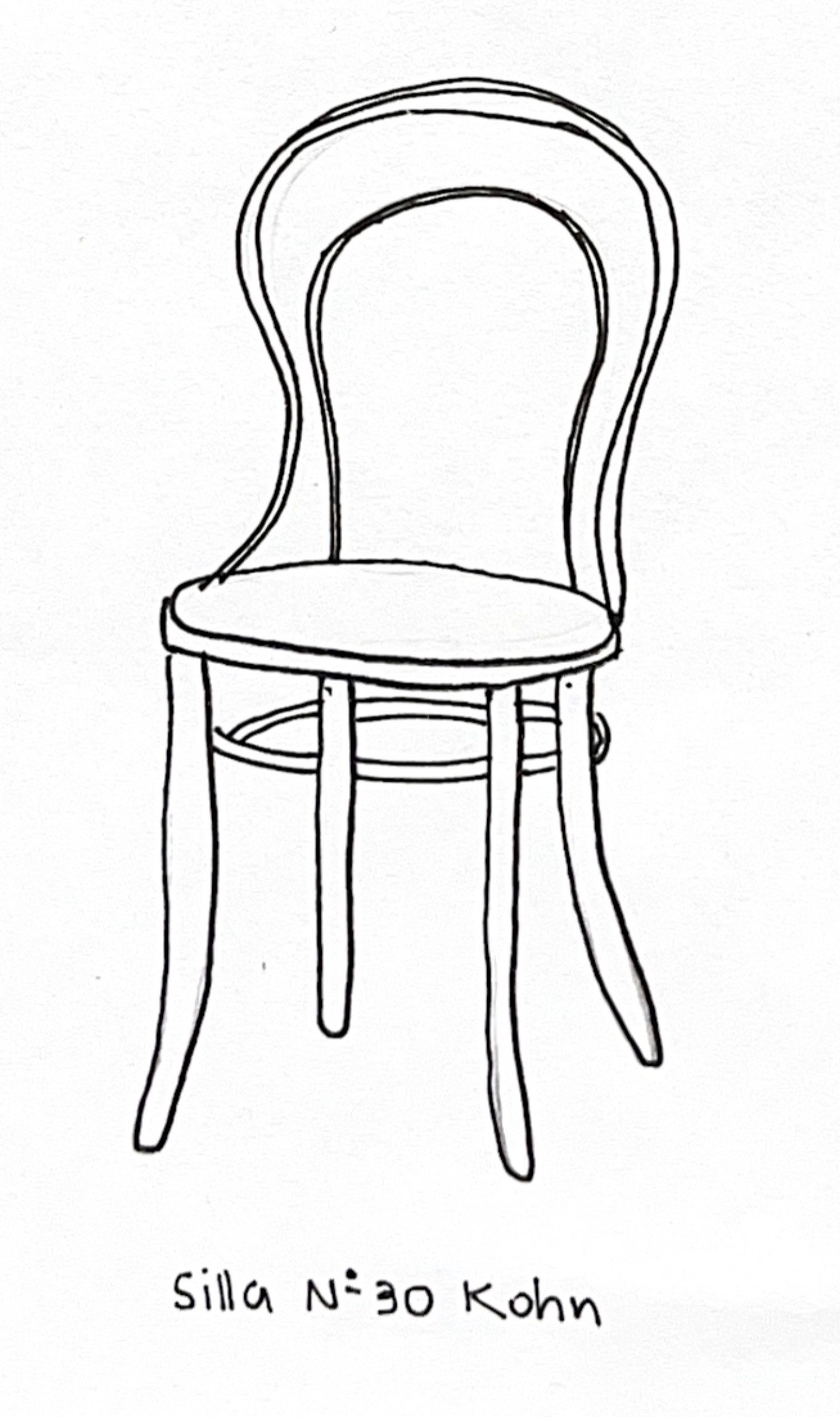
Silla Kohn N°30

## Otras sillas importantes
- Una silla Thonet muy popular también fue la  N°4. llamada "Tipo Daum" ( por el nombre de la dueña de un café vienés que amuebla todo su local con estas sillas) siendo la primera silla producida en serie.
- En 1860 nace otra silla muy importante, la primera mecedora (N°1), precursora de todas las mecedoras instaladas en los interiores burgueses del mundo.